# Grand Prix Kanady 1990

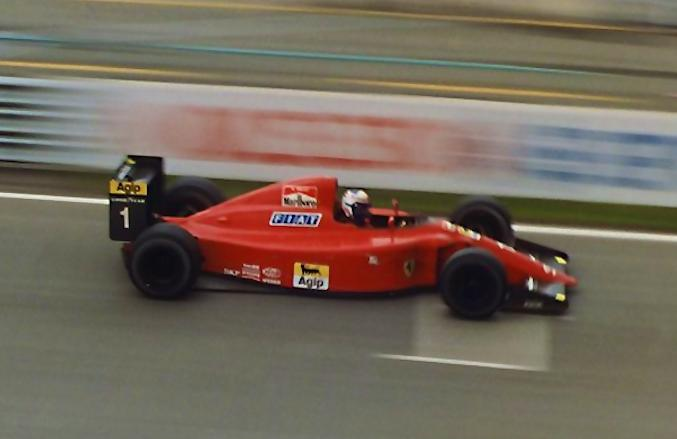
Alain Prost podczas Grand Prix Kanady 1990

Grand Prix Kanady 1990 (oryg. Grand Prix Molson du Canada) – piąta runda Mistrzostw Świata Formuły 1 w sezonie 1990, która odbyła się 10 czerwca 1990, po raz 12. na torze Circuit Gilles Villeneuve.
28. Grand Prix Kanady, 22. zaliczane do Mistrzostw Świata Formuły 1.

## Klasyfikacja
| Legenda oznaczeń w tabelach wyników Wyświetl szablon na nowej stronie | Legenda oznaczeń w tabelach wyników Wyświetl szablon na nowej stronie                                                                     |
| Oznaczenie                                                            | Wyjaśnienie |
| --------------------------------------------------------------------- | --- |
| Złoty                                                                 | Zwycięzca lub mistrzostwo |
| Srebrny                                                               | 2. miejsce lub wicemistrzostwo |
| Brązowy                                                               | 3. miejsce lub II wicemistrzostwo |
| Zielony                                                               | Ukończył, punktował (w klasyfikacji generalnej, gdy zdobył co najmniej jeden punkt na przestrzeni sezonu, poza trzema powyższymi opcjami) |
| Niebieski                                                             | Ukończył, nie punktował (w klasyfikacji generalnej, gdy nie zdobył co najmniej jednego punktu na przestrzeni sezonu)                      |
| Czerwony                                                              | Nie zakwalifikował się (NZ) |
| Czerwony                                                              | Nie prekwalifikował się (NPK) |
| Różowy                                                                | Nie ukończył (NU) |
| Różowy                                                                | Niesklasyfikowany (NS) (w klasyfikacji generalnej, gdy nie został sklasyfikowany w żadnym wyścigu sezonu)                                 |
| Czarny                                                                | Zdyskwalifikowany (DK) |
| Czarny                                                                | Wykluczony (WYK/EX) |
| Biały                                                                 | Nie wystartował (NW) |
| Biały                                                                 | Kontuzjowany (K/INJ) |
| Biały                                                                 | Wyścig odwołany (OD/C) |
| Bez koloru                                                            | Został wycofany (WYC/WD) |
| Bez koloru                                                            | Nie przybył (NP/DNA) |
| Bez koloru                                                            | Nie brał udziału w treningach (NT/DNP) |
| Bez koloru                                                            | Nie został zgłoszony (–) |
| Pogrubienie                                                           | Start z pole position |
| Kursywa                                                               | Najszybsze okrążenie wyścigu |
| †                                                                     | Nie ukończył, ale jego rezultat został zaliczony ze względu na przejechanie więcej niż 90% dystansu wyścigu.                              |
| *                                                                     | Sezon w trakcie |
| 1/2/3                                                                 | Punktowana pozycja w sprincie kwalifikacyjnym                                                                                             |
| Lista systemów punktacji Formuły 1                                    | |

### Pre Kwalifikacje
| Pos | No | Kierowca             | Konstruktor           | Czas     | Status          |
| --- | -- | -------------------- | --------------------- | -------- | --------------- |
| 1   | 33 | Roberto Moreno *     | Euro Brun-Judd        | 1:28.268 | zakwalifikowany |
| 2   | 14 | Olivier Grouillard * | Osella-Ford           | 1:28.589 | zakwalifikowany |
| 3   | 30 | Aguri Suzuki *       | Larrousse-Lamborghini | 1:29.372 | zakwalifikowany |
| 4   | 29 | Éric Bernard *       | Larrousse-Lamborghini | 1:29.844 | zakwalifikowany |
| 5   | 17 | Gabriele Tarquini    | AGS-Ford              | 1:29.855 | NPK             |
| 6   | 18 | Yannick Dalmas       | AGS-Ford              | 1:30.460 | NPK             |
| 7   | 31 | Bertrand Gachot      | Coloni-Ford           | 1:44.185 | NPK             |
| 8   | 34 | Claudio Langes       | Euro Brun-Judd        | 1:47.118 | NPK             |
| 9   | 39 | Bruno Giacomelli     | Life                  | 1:50.253 | NPK             |

### Kwalifikacje
| Pos | No | Kierowca           | Konstruktor           | Q1       | Q2        |
| --- | -- | ------------------ | --------------------- | -------- | --------- |
| 1   | 27 | Ayrton Senna       | McLaren-Honda         | 1:20.399 | 1:30.514  |
| 2   | 28 | Gerhard Berger     | McLaren-Honda         | 1:20.465 | 1:33.240  |
| 3   | 1  | Alain Prost        | Ferrari               | 1:20.826 | 1:31.514  |
| 4   | 19 | Alessandro Nannini | Benetton-Ford         | 1:21.302 | 1:30.575  |
| 5   | 20 | Nelson Piquet      | Benetton-Ford         | 1:21.568 | 1:27.124  |
| 6   | 5  | Thierry Boutsen    | Williams-Renault      | 1:21.599 | Bez Czasu |
| 7   | 2  | Nigel Mansell      | Ferrari               | 1:21.641 | 1:27.647  |
| 8   | 4  | Jean Alesi         | Tyrrell-Ford          | 1:21.748 | Bez Czasu |
| 9   | 6  | Riccardo Patrese   | Williams-Renault      | 1:22.018 | 44:52.525 |
| 10  | 8  | Stefano Modena     | Brabham-Judd          | 1:22.660 | 1:29.062  |
| 11  | 11 | Derek Warwick      | Lotus-Lamborghini     | 1:22.673 | Bez Czasu |
| 12  | 12 | Martin Donnelly    | Lotus-Lamborghini     | 1:22.703 | 1:35.198  |
| 13  | 3  | Satoru Nakajima    | Tyrrell-Ford          | 1:23.605 | Bez Czasu |
| 14  | 9  | Michele Alboreto   | Arrows-Ford           | 1:23.744 | Bez Czasu |
| 15  | 14 | Olivier Grouillard | Osella-Ford           | 1:23.779 | 1:30.872  |
| 16  | 23 | Pierluigi Martini  | Minardi-Ford          | 1:23.795 | 1:40.047  |
| 17  | 26 | Philippe Alliot    | Ligier-Ford           | 1:23.899 | 1:31.797  |
| 18  | 30 | Aguri Suzuki       | Larrousse-Lamborghini | 1:23.915 | 1:32.777  |
| 19  | 21 | Emanuele Pirro     | Dallara-Ford          | 1:24.269 | 1:38.775  |
| 20  | 25 | Nicola Larini      | Ligier-Ford           | 1:24.285 | 1:30.091  |
| 21  | 35 | Gregor Foitek      | Onyx-Ford             | 1:24.397 | 1:42.487  |
| 22  | 36 | Jyrki Järvilehto   | Onyx-Ford             | 1:24.425 | 1:40.607  |
| 23  | 29 | Éric Bernard       | Larrousse-Lamborghini | 1:24.451 | 1:32.750  |
| 24  | 16 | Ivan Capelli       | Leyton House-Judd     | 1:24.554 | 7:00.728  |
| 25  | 22 | Andrea de Cesaris  | Dallara-Ford          | 1:24.621 | 1:36.629  |
| 26  | 10 | Alex Caffi         | Arrows-Ford           | 1:24.113 | 1:39.209  |
| 27  | 33 | Roberto Moreno     | Euro Brun-Judd        | 1:25.172 | 1:31.097  |
| 28  | 15 | Maurício Gugelmin  | Leyton House-Judd     | 1:25.712 | 1:45.435  |
| 29  | 24 | Paolo Barilla      | Minardi-Ford          | 1:25.951 | 1:51.583  |
| 30  | 7  | David Brabham      | Brabham-Judd          | 1:26.771 | 1:36.453  |

### Wyścig
| Pos | No | Kierowca           | Konstruktor           | Okrążeń | Czas/powód NU | Poz. Start. | Punktów |
| --- | -- | ------------------ | --------------------- | ------- | ------------- | ----------- | ------- |
| 1   | 27 | Ayrton Senna       | McLaren-Honda         | 70      | 1:42:56.400   | 1           | 9       |
| 2   | 20 | Nelson Piquet      | Benetton-Ford         | 70      | +10.497       | 5           | 6       |
| 3   | 2  | Nigel Mansell      | Ferrari               | 70      | +13.385       | 7           | 4       |
| 4   | 28 | Gerhard Berger     | McLaren-Honda         | 70      | +14.854       | 2           | 3       |
| 5   | 1  | Alain Prost        | Ferrari               | 70      | +15.820       | 3           | 2       |
| 6   | 11 | Derek Warwick      | Lotus-Lamborghini     | 68      | +2 Okrążeń    | 11          | 1       |
| 7   | 8  | Stefano Modena     | Brabham-Judd          | 68      | +2 Okrążeń    | 10          |         |
| 8   | 10 | Alex Caffi         | Arrows-Ford           | 68      | +2 Okrążeń    | 26          |         |
| 9   | 29 | Éric Bernard       | Larrousse-Lamborghini | 67      | +3 Okrążeń    | 23          |         |
| 10  | 16 | Ivan Capelli       | Leyton House-Judd     | 67      | +3 Okrążeń    | 24          |         |
| 11  | 3  | Satoru Nakajima    | Tyrrell-Ford          | 67      | +3 Okrążeń    | 13          |         |
| 12  | 30 | Aguri Suzuki       | Larrousse-Lamborghini | 66      | +4 Okrążeń    | 18          |         |
| 13  | 14 | Olivier Grouillard | Osella-Ford           | 65      | +5 Okrążeń    | 15          |         |
| NU  | 12 | Martin Donnelly    | Lotus-Lamborghini     | 57      | Silnik        | 12          |         |
| NU  | 35 | Gregor Foitek      | Onyx-Ford             | 53      | Silnik        | 21          |         |
| NU  | 22 | Andrea de Cesaris  | Dallara-Ford          | 50      | Skrz. biegów  | 25          |         |
| NU  | 36 | Jyrki Järvilehto   | Onyx-Ford             | 46      | Silnik        | 22          |         |
| NU  | 6  | Riccardo Patrese   | Williams-Renault      | 44      | Hamulce       | 9           |         |
| NU  | 26 | Philippe Alliot    | Ligier-Ford           | 34      | Silnik        | 17          |         |
| NU  | 4  | Jean Alesi         | Tyrrell-Ford          | 26      | Wypadł z toru | 8           |         |
| NU  | 19 | Alessandro Nannini | Benetton-Ford         | 21      | Wypadł z toru | 4           |         |
| NU  | 5  | Thierry Boutsen    | Williams-Renault      | 19      | Kolizja       | 6           |         |
| NU  | 25 | Nicola Larini      | Ligier-Ford           | 18      | Kolizja       | 20          |         |
| NU  | 21 | Emanuele Pirro     | Dallara-Ford          | 11      | Kolizja       | 19          |         |
| NU  | 9  | Michele Alboreto   | Arrows-Ford           | 11      | Kolizja       | 14          |         |
| NU  | 23 | Pierluigi Martini  | Minardi-Ford          | 0       | Wypadł z toru | 16          |         |
| NZ  | 33 | Roberto Moreno     | Euro Brun-Judd        |         |               |             |         |
| NZ  | 15 | Maurício Gugelmin  | Leyton House-Judd     |         |               |             |         |
| NZ  | 24 | Paolo Barilla      | Minardi-Ford          |         |               |             |         |
| NZ  | 7  | David Brabham      | Brabham-Judd          |         |               |             |         |
| NPK | 17 | Gabriele Tarquini  | AGS-Ford              |         |               |             |         |
| NPK | 18 | Yannick Dalmas     | AGS-Ford              |         |               |             |         |
| NPK | 31 | Bertrand Gachot    | Coloni-Ford           |         |               |             |         |
| NPK | 34 | Claudio Langes     | Euro Brun-Judd        |         |               |             |         |
| NPK | 39 | Bruno Giacomelli   | Life                  |         |               |             |         |